# متحف تراث من عبق التراب
متحف تراث من عبق التراب تأسس في باريس عام 2022 على يد الدكتور متحف عايد الترابين، بهدف تجسيد الإرث الثقافي الفلسطيني بأسلوب أكاديمي وإنساني. يستند المتحف إلى متحف عائلي أنشأته جدته الكبرى، الدكتورة حاكمة عايد ترابين، في قرية غزالة في فلسطين عام 1790.
يضم المتحف أكثر من 10,000 قطعة تراثية توثق الحياة الفلسطينية قبل عام 1948، منها 250 ثوبًا تراثيًا، مجوهرات، أدوات طبية شعبية، وثائق، طوابع ونقود قديمة، إضافة إلى مكتبة وأرشيفات نادرة. المتحف ليس مجرد معرض، بل مركز بحثي مفتوح أمام الباحثين والطلبة، ويرتبط بالأكاديمية الفلسطينية لعلم المتاحف التي تسعى لتكريس علم المتاحف الفلسطيني كمنهج أكاديمي معترف به عالميًا. يمثل المتحف جسرًا بين الذاكرة والهوية، وفضاءً يعيد تقديم فلسطين كجزء حي من التراث الإنساني العالمي. وهو ذاكرة فلسطين في قلب باريس.

## النشأة والتأسيس
تأسّس "متحف تراث من عبق التراب" عام 1790 في قرية غزالة شمال بئر السبع، في فلسطين على يد الطبيبة حاكمة العايد ترابين (1775–1885). يُعدّ هذا المتحف أول مؤسسة فلسطينية خاصة متخصصة في حفظ التراث، وواحدًا من أقدم المتاحف العائلية في العالم العربي. في بداية المشروع، عُرضت المقتنيات في خيمة بدوية، ثم انتقلت مع الطبيبة خلال جولات طبية، مع استخدام صناديق خشبية مصرية لحفظ المجموعات. في عام 1884، نال المتحف اعتراف الدولة العثمانية، مما أعطى للتراث الفلسطيني حماية رسمية وساعد في توثيق المقتنيات، ما عزز مكانته كرمز ثقافي جماعي يعكس الهوية الفلسطينية.

## فلسفة وأهداف المتحف
كان المتحف تجسيدًا لمفهوم: "العقل السليم في الجسم السليم"، وامتدادًا لفلسفة ربط الصحة الجسدية بالتراث الثقافي، حيث كان المتحف يعكس هذا المفهوم من خلال الجمع بين الطب والذاكرة الشعبية، وهدف إلى:
- حفظ الذاكرة والهوية الثقافية من خلال جمع مقتنيات الموتى بدلًا من دفنها، مما ساهم في بناء وعي مجتمعي بأهمية التراث.
- توعية المجتمع البدوي بأهمية المحافظة على مقتنياتهم كجزء من هويتهم، وتغيير العادات التقليدية المتعلقة بالدفن.
- توثيق الحياة الفلسطينية الشعبية عبر عرض الملابس التقليدية، الأدوات الطبية الشعبية، والمقتنيات اليومية، بهدف نقل التراث للأجيال القادمة.
- خدمة المجتمع من خلال دمج المعرفة الطبية والتقليدية، ما جعل المتحف مساحة تفاعلية بين التراث والصحة.

## التسلسل التاريخي للمتحف ودور العائلة

#### حاكمة عايد ترابين (1775–1885)
بدأت القصة في عائلة ترابين مع الطبيبة حاكمة التي درست الطب وتحديدًا طب العيون في بيمارستان المنصور قلاوون بالقاهرة. وفتحت آفاقًا جديدة أمام المجتمع البدوي الفلسطيني بفكرة مبتكرة: جمع مقتنيات الموتى بدلاً من دفنها معهم، ما خلق نوعًا من الذاكرة الحية للهوية الفلسطينية. كانت فلسفتها "العقل السليم في الجسم السليم"، حيث ربطت بين الصحة الجسدية والحفاظ على التراث الثقافي، وبدأت عرض المقتنيات في خيمة بدوية ثم في صناديق خشبية مصرية.
في عام 1884، نال المتحف اعتراف الدولة العثمانية، مما أعطى للتراث الفلسطيني حماية رسمية وساعد في توثيق المقتنيات، ما عزز مكانته كرمز ثقافي جماعي يعكس الهوية الفلسطينية.

#### د. حليمة عايد ترابين (1894–2014)
حفيدة حاكمة، المولودة في قرية غزالة وهي طبيبة بارزة درست الجراحة في القسطنطينية عام 1916، وكانت رائدة في الدمج بين الطب الحديث والتراث الثقافي الشعبي الفلسطيني، حيث أسست عيادة طبية بجانب المتحف الذي عملت على تطويره ليعكس الهوية الفلسطينية، موثقة فيه مقتنيات مرتبطة بالمجتمع والطب البديل كالأزياء والنباتات والتمائم والأسلحة والعملات والمخطوطات، وأعدّت حفيدها "متحف" ليكون حارسًا لهذا الإرث الثقافي، ابتعثته إلى روسيا وفرنسا وسويسرا لدراسة علم المتاحف.

#### أحمد منيف عايد ترابين
ابن عم حليمة، طبيب وناشط طبي، شارك في تأسيس المعهد الطبي العربي بدمشق (نواة جامعة دمشق) عام 1918. تبادل مع حليمة المعرفة الطبية والثقافية، وأسسا معًا مشروعًا لإبراز الثقافة الفلسطينية للعالم، عبر إرسال ممثلين إلى أوروبا.

## النكبة وما بعدها
في القرن العشرين، واجه المتحف تحديات كبيرة بسبب النكبة عام 1948، حيث توقف نشاطه لفترة، وأغلق أبوابه، لكن إرثه لم ينطفئ وعاد تدريجيًا إلى النشاط وخاصة في المهجر. بين 1967 و2000، وُلد ما يُعرف بـ"علم المتاحف الفلسطيني"، كمحاولة لإحياء الرواية الثقافية المفقودة. مع بداية الألفية، تبنى حفيد الطبيبة حاكمة، الدكتور متحف عايد ترابين، فكرة توسيع المتحف وتطويره أكاديميًا وعالميًا، فدرس علم المتاحف، وفي عام 2022، أسس أكاديمية علم المتاحف الفلسطيني والعربي في باريس، محققًا انطلاقة جديدة لهذا الإرث.

## التأسيس الأوروبي وأكاديمية باريس (2000-2022)
في بداية الألفية، أُسست أكاديمية علم المتاحف الفلسطيني والعربي في باريس على يد د. متحف عايد ترابين، حفيد الطبيبة حاكمة، وهو يحمل اسم "متحف" كوصية عائلية، ويُعرف بلقب "الحارس الأمين للتراث الفلسطيني"، ولعب دورًا محوريًا في إعادة تأسيس متحف "تراث من عبق التراب" في عام 2022، في باريس وتحويله إلى مؤسسة ثقافية وأكاديمية عالمية. لتوثيق التراث الفلسطيني بشكل علمي ومنهجي، ويربط بين الرواية الشعبية والتاريخ الأكاديمي. كما يعمل على توسيع المتحف ليكون مركزًا بحثيًا وتعليميًا يفتح أبوابه للباحثين والطلاب من مختلف أنحاء العالم، مع التركيز على دور النساء في حفظ التراث، ونشر الوعي حول الهوية الفلسطينية وتراثها عبر المعارض والكتب والمشاريع الثقافية. يشكل المتحف جسراً بين التراث والحداثة، وبين فلسطين والعالم.

#### رؤية المتحف
تنطلق الرؤية بان المتحف ليس فقط مكانًا لحفظ الأشياء، بل فضاء علاجي روحي وثقافي يعزز الانتماء، ويعتمد نهجه على النساء كـ"حافظات للذاكرة"، ويستند إلى التوثيق الشعبي، والحكي النسوي، والعلاج بالتراث. هو منصة ثقافية وأكاديمية عالمية تعكس الهوية الفلسطينية وتراثها العميق، وتربط بين الماضي والحاضر وبين الذاكرة الجماعية والإنسانية.

#### أهداف المتحف
أصبح المتحف مدرسة في التفكير، ومنصة ثقافية عابرة للحدود من النقب إلى باريس، ومن الذاكرة إلى المستقبل. ويهدف للحفاظ على التراث الفلسطيني بكل أبعاده التاريخية والثقافية والاجتماعية من خلال:
- توثيق الذاكرة الفلسطينية وحفظ التراث الثقافي عبر عرض مقتنيات أثرية وأزياء تقليدية ووثائق تاريخية نادرة.
- تعزيز البحث العلمي من خلال إنشاء مركز بحثي مفتوح للباحثين والطلاب، وربط المتحف بالأكاديمية الفلسطينية لعلم المتاحف.
- تطوير علم المتاحف الفلسطيني كمنهج أكاديمي معترف به دوليًا، وإدماجه في البرامج التعليمية العالمية.
- نشر الثقافة الفلسطينية عالميًا عبر المكتبة والأرشيف، ودار النشر المتخصصة.
- بناء جسر بين الماضي والحاضر لتعزيز الهوية الوطنية الفلسطينية والوعي التراثي بين الأجيال الجديدة.
- تعزيز الحوار الثقافي الدولي من خلال عضوية المتحف في المجلس الدولي للمتاحف (ICOM) والأنشطة الدبلوماسية الثقافي